# Ивановская, Татьяна Евгеньевна
Татьяна Евгеньевна Ивановская (урождённая Марухес; 16 июля 1911, Москва – 26 апреля 2001) — советский и российский патологоанатом, доктор медицинских наук.

## Биография
Татьяна Евгеньевна Ивановская родилась 16 августа 1911 года в Москве в семье провизора Евгения (Эзры) Иосифовича Марухеса (1866—?), впоследствии сотрудника наркомата здравоохранения РСФСР (заведующий отделом снабжения) и преподавателя медицинского факультета МГУ. Мать — Татьяна Александровна урожденная Шарнгорст, преподавала рисование. Из семьи династии военных Шарнгорст.  28 апреля 1908 года, за несколько лет до рождения дочери, отец принял христианство и сменил имя Эзра на Евгений. Влюбленные Евгений и Татьяна уехали в Париж и там обвенчались.
В 1938 году окончила 2-й московский медицинский институт (ММИ, ныне Российский национальный исследовательский медицинский университет имени Н. И. Пирогова). Учась в медицинском институте, работала в научном кружке кафедры патологической анатомии. По окончании института училась в аспирантуре на кафедре патологической анатомии.
В 1955 году под руководством академика И. В. Давыдовского защитила кандидатскую диссертацию на тему «Гипертрофия сердца при гипертонической болезни». В 1966 году защитила докторскую – на тему «К вопросу о классификации и патологической анатомии лейкозов детского возраста».
В разное время занимала должности: прозектор московской Детской клинической больницы (ДКБ) № 1 (под руководством академика М. А. Скворцова (1947); ассистент кафедры патологической анатомии Российского национального исследовательского медицинского университета имени Н. И. Пирогова (1955);  зав. кафедрой патологической анатомии педиатрического факультета Российского национального исследовательского медицинского университета (1971–1985); консультант кафедры и прозектура Детской клинической больницы №1 (1985–1995), Главный специалист по детской патологической анатомии Минздрава СССР (1969), член правления Московского и Российского общества психиатров, редактор журнала «Педиатрия» и член редсовета журнала «Архив патологии».
Научные интересы: патологии детского возраста, морфологии сепсиса у детей, врожденный токсоплазмоз, анатомия врожденного токсоплазмоза. Под её руководством были выполнены и защищены 20 кандидатских и докторских диссертаций.
Скончалась 26 апреля 2001 года в Москве.

## Семья
- Брат — юрист Рафаил Евгеньевич Марухес (1895—1938, расстрелян).
- Дядя — лесовод Рафаэль Габриэлевич (Рафаил Гаврилович) Масин-Зон.
- Двоюродные братья — театральный режиссёр и педагог Борис Вульфович Зон и нарком внутренних дел СССР Генрих Григорьевич Ягода.

## Труды
Татьяна Евгеньевна Ивановская является автором около 200 научных работ, включая монографии и руководства:
- Ивановская Т. Е. Ветряная оспа. В  «Руководстве  по патологической анатомии». Т. III, с. 142-155. Медгиз. 1960.
- Ивановская Т. Е. Врожденный токсоплазмоз. В «Руководстве  по патологической анатомии». Т.III, с. 327-348. Медгиз. 1960.
- Кисляк Н. С., Махонова Л. А. Ивановская Т.Е. Клиническое течение  и лечение острого лейкоза у детей. М., Медицина, 1972.
- Ивановская Т. Е. Иммунодефицитные состояния. В кн.: Общая патология человека. Т. 2. М., Медицина.1990. С.107-123.
- Ивановская Т. Е. Болезни детского возраста. В уч.: А. И. Струкова, В. В. Серова «Патологическая анатомия. М., Медицина, 1993. с. 537-615.